# Кубок Германии 2020 (хоккей)
XXXI хоккейный Кубок Германии (нем. Deutschland Cup) состоялся с 5 по 8 ноября 2020 года года в городе Крефельде. 

## Участники
В турнире участвовало три команды: сборные Германии, Латвии, а так же сборная, составленная из перспективных игроков молодёжной сборной Германии, Top Team Beijing, в плане подготовки к Олимпийским играм 2022 года в Пекине. 
Были приглашены также сборные России, Словакии, Швейцарии и Норвегии, но из-за ограничений, вызванных пандемией Covid-19, эти команды отказались от участия. По той же причине турнир прошёл без зрителей. Игры турнира транслировались на каналах Magenta Sport и Sport1. 

## Арена
| Германия                     |
| Крефельд                     |
| ---------------------------- |
| Яйла-Арена Вместимость: 8029 |
|                              |

## Предварительный турнир

### Таблица
| М | Сборная          | И | В | ВО | ПО | П | ШЗ | ШП | РШ | О |
| - | ---------------- | - | - | -- | -- | - | -- | -- | -- | - |
| 1 | Германия         | 2 | 2 | 0  | 0  | 0 | 9  | 2  | +7 | 6 |
| 2 | Латвия           | 2 | 1 | 0  | 0  | 1 | 4  | 4  | 0  | 3 |
| 3 | Top Team Beijing | 2 | 0 | 0  | 0  | 2 | 4  | 11 | -7 | 0 |

### Результаты
Время местное (UTC+1).
| 5 ноября 2020 19:45 | Германия | 7 : 2 (4:1, 1:0, 2:1) | Top Team Beijing | Яйла-Арена, Крефельд Зрителей: Без зрителей |

| Отчёт | Отчёт                               | Отчёт                                                               | Отчёт | Отчёт                                                                      |
| --- | ----------------------------------- | ------------------------------------------------------------------- | ----- | -------------------------------------------------------------------------- |
| |                                     |                                                                     |       |                                                                            |
| |                                     |                                                                     |       | Судьи: Андрэ Шрадер Лассе Копитц Линейные судьи: Патрик Лагузов Кай Юргенс |
| | Голы:                               |                                                                     |       |                                                                            |
| Язин Элиц (М. Айзеншмид, М. Плахта) — (бол.) 08:03 Марк Михаэлис (М. Айзеншмид) — 11:10 Марсель Брандт (Л. Бергманн, М. Михаэлис) — 14:14 Колин Угбекиле (М. Брандт, Л. Бергманн) — 17:57 Марсель Нёбельс (Д. Фишбух, Л. Гаванке) — (бол.) 32:34 Марсель Брандт (Ф. Тиффельс, М. Новак) — 48:07 Маркус Айзеншмид (М. Михаэлис) — 49:55 | 0:1 1:1 2:1 3:1 4:1 5:1 6:1 7:1 7:2 | 02:51 — Нино Киндер 57:04 — Хаакон Хёнельт (Л. Райхель, Е. Бушманн) |       |                                                                            |
| |                                     |                                                                     |       |                                                                            |
| |                                     |                                                                     |       |                                                                            |
| |                                     |                                                                     |       |                                                                            |
| 6 мин | Штраф                               | 8 мин                                                               |       |                                                                            |
| |                                     |                                                                     |       |                                                                            |
| | 46                                  | Броски                                                              | 15    |                                                                            |

| 6 ноября 2020 17:00 | Латвия | 4 : 2 (1:0, 2:2, 1:0) | Top Team Beijing | Яйла-Арена, Крефельд Зрителей: Без зрителей |

| Отчёт | Отчёт                     | Отчёт                                                                           | Отчёт                      | Отчёт                                                                             |
| --- | ------------------------- | ------------------------------------------------------------------------------- | -------------------------- | --------------------------------------------------------------------------------- |
| |                           |                                                                                 |                            |                                                                                   |
| | Артур Шилов — 00:00-60:00 | Вратари                                                                         | 00:00-58:10 — Хендрик Хане | Судьи: Алекси Рантала Гордон Шукис Линейные судьи: Андреас Коверт Ян Филипп Прибш |
| | Голы:                     |                                                                                 |                            | Судьи: Алекси Рантала Гордон Шукис Линейные судьи: Андреас Коверт Ян Филипп Прибш |
| Николай Елисеев (Е. Эзитис, Е. Севченко) — 08:58 Андрис Джериньш (М. Карсумс, К. Биндулис) — 36:57 Карлис Чуксте (Н. Елисеев) — 38:47 Рихард Букартс (Р. Крастенбергс, А. Салия) — 45:21 | 1:0 1:1 1:2 2:2 3:2 4:2   | 25:17 — Филип Райзнеккер (Ф. Элиаш, Т. Брюннхубер) 35:03 — Симон Гнип (Х. Хане) |                            | Судьи: Алекси Рантала Гордон Шукис Линейные судьи: Андреас Коверт Ян Филипп Прибш |
| |                           |                                                                                 |                            | Судьи: Алекси Рантала Гордон Шукис Линейные судьи: Андреас Коверт Ян Филипп Прибш |
| |                           |                                                                                 |                            | Судьи: Алекси Рантала Гордон Шукис Линейные судьи: Андреас Коверт Ян Филипп Прибш |
| |                           |                                                                                 |                            | Судьи: Алекси Рантала Гордон Шукис Линейные судьи: Андреас Коверт Ян Филипп Прибш |
| 20 мин | Штраф                     | 6 мин                                                                           |                            | Судьи: Алекси Рантала Гордон Шукис Линейные судьи: Андреас Коверт Ян Филипп Прибш |
| |                           |                                                                                 |                            |                                                                                   |
| | 36                        | Броски                                                                          | 18                         |                                                                                   |

| 7 ноября 2020 16:45 GMT+1 | Германия | 2 : 0 (0:0, 0:0, 2:0) | Латвия | YAYLA Arena, Крефельд Зрителей: без |

| Отчёт                                                                       | Отчёт                         | Отчёт   | Отчёт                          | Отчёт                                                    |
| --------------------------------------------------------------------------- | ----------------------------- | ------- | ------------------------------ | -------------------------------------------------------- |
|                                                                             |                               |         |                                |                                                          |
|                                                                             | Феликс Брюкманн — 00:00-60:00 | Вратари | 00:00-59:05 — Рудольфс Лаздинс | Судьи: Бенджамин Хоппе Марк Иверт Уэйн Герт Йонас Мертен |
|                                                                             | Голы:                         |         |                                | Судьи: Бенджамин Хоппе Марк Иверт Уэйн Герт Йонас Мертен |
| Марсель Нобельс (М. Мюллер, К. Угбекиле) — 54:24 Матиас Плахта — (ПВ) 58:27 | 1:0 2:0                       |         |                                | Судьи: Бенджамин Хоппе Марк Иверт Уэйн Герт Йонас Мертен |
|                                                                             |                               |         |                                | Судьи: Бенджамин Хоппе Марк Иверт Уэйн Герт Йонас Мертен |
|                                                                             |                               |         |                                | Судьи: Бенджамин Хоппе Марк Иверт Уэйн Герт Йонас Мертен |
|                                                                             |                               |         |                                | Судьи: Бенджамин Хоппе Марк Иверт Уэйн Герт Йонас Мертен |
| 8 мин                                                                       | Штраф                         | 6 мин   |                                | Судьи: Бенджамин Хоппе Марк Иверт Уэйн Герт Йонас Мертен |
|                                                                             |                               |         |                                |                                                          |
|                                                                             | 34                            | Броски  | 28                             |                                                          |

## Финал
| 8 ноября 2020 14:30 GMT+1 | Германия | 2 : 3 (ОТ) (1:2, 0:0, 1:0, 0:1) | Латвия | YAYLA Arena, Крефельд Зрителей: без |

| Отчёт                                                                                   | Отчёт               | Отчёт | Отчёт       | Отчёт                                                               |
| --------------------------------------------------------------------------------------- | ------------------- | --- | ----------- | ------------------------------------------------------------------- |
|                                                                                         |                     | |             |                                                                     |
|                                                                                         | Матиас Нидербергер  | Вратари | Артур Силов | Судьи: Сирко Хунниус Лукас Кольмюллер Максим Сепик Кристофер Хуртик |
|                                                                                         | Голы:               | |             | Судьи: Сирко Хунниус Лукас Кольмюллер Максим Сепик Кристофер Хуртик |
| Андреас Эдер (Т. Вольгемут) — 09:57 Марк Михаэлис (Л. Гаванке, М. Плахта) — (бол) 46:12 | 1:0 1:1 1:2 2:2 2:3 | 17:44 (бол) — Гатис Спруктс (Е. Эзитис) 17:55 — Френкс Разгалс (Р. Крастенбергс) 64:01 — Френкс Разгалс (К. Редлихс) |             | Судьи: Сирко Хунниус Лукас Кольмюллер Максим Сепик Кристофер Хуртик |
|                                                                                         |                     | |             | Судьи: Сирко Хунниус Лукас Кольмюллер Максим Сепик Кристофер Хуртик |
|                                                                                         |                     | |             | Судьи: Сирко Хунниус Лукас Кольмюллер Максим Сепик Кристофер Хуртик |
|                                                                                         |                     | |             | Судьи: Сирко Хунниус Лукас Кольмюллер Максим Сепик Кристофер Хуртик |
| 10 мин                                                                                  | Штраф               | 10 мин |             | Судьи: Сирко Хунниус Лукас Кольмюллер Максим Сепик Кристофер Хуртик |
|                                                                                         |                     | |             |                                                                     |
|                                                                                         | 41                  | Броски | 37          |                                                                     |

## Итоговая таблица
|  | Латвия           |
|  | Германия         |
|  | Top Team Beijing |

## Победитель
| Победитель Кубка Германии 2020 |
| Латвия Первый титул            |